# Roger Lesgards
Roger Lesgards, né le 3 décembre 1935 au Creusot, est un haut fonctionnaire français.

## Biographie
Roger Lesgards est licencié en droit et diplômé en sciences économiques et en économie politique. Il est élève de l'École nationale d'administration (ENA) de 1965 à 1967.
Il est secrétaire général du Centre national d'études spatiales (CNES) de 1973 à 1981. Il est ensuite membre du cabinet des ministres de la Recherche et de l'Industrie Jean-Pierre Chevènement (1981-1983) puis Laurent Fabius (1983-1984). Il devient en 1988 directeur du cabinet de Catherine Tasca, ministre déléguée chargée de la Communication, avant d'être président de l'établissement public de la Cité des sciences et de l'industrie de la Villette, de 1988 à 1993, puis directeur de la mission de création de la Cité de l'Espace de Toulouse, de 1994 à 1997.
De 1998 à 2001, il est président de la Ligue de l'enseignement,. Il est également président du conseil d'administration du Collège international de philosophie[source insuffisante].

## Ouvrages
- Conquête spatiale et démocratie (1998), Presses de Sciences Po,  (ISBN 2724607430)[5]
- Zao Wou-Ki, Édition du Cherche Midi, 1998  (ISBN 2862746088)